# 헨리에타섬

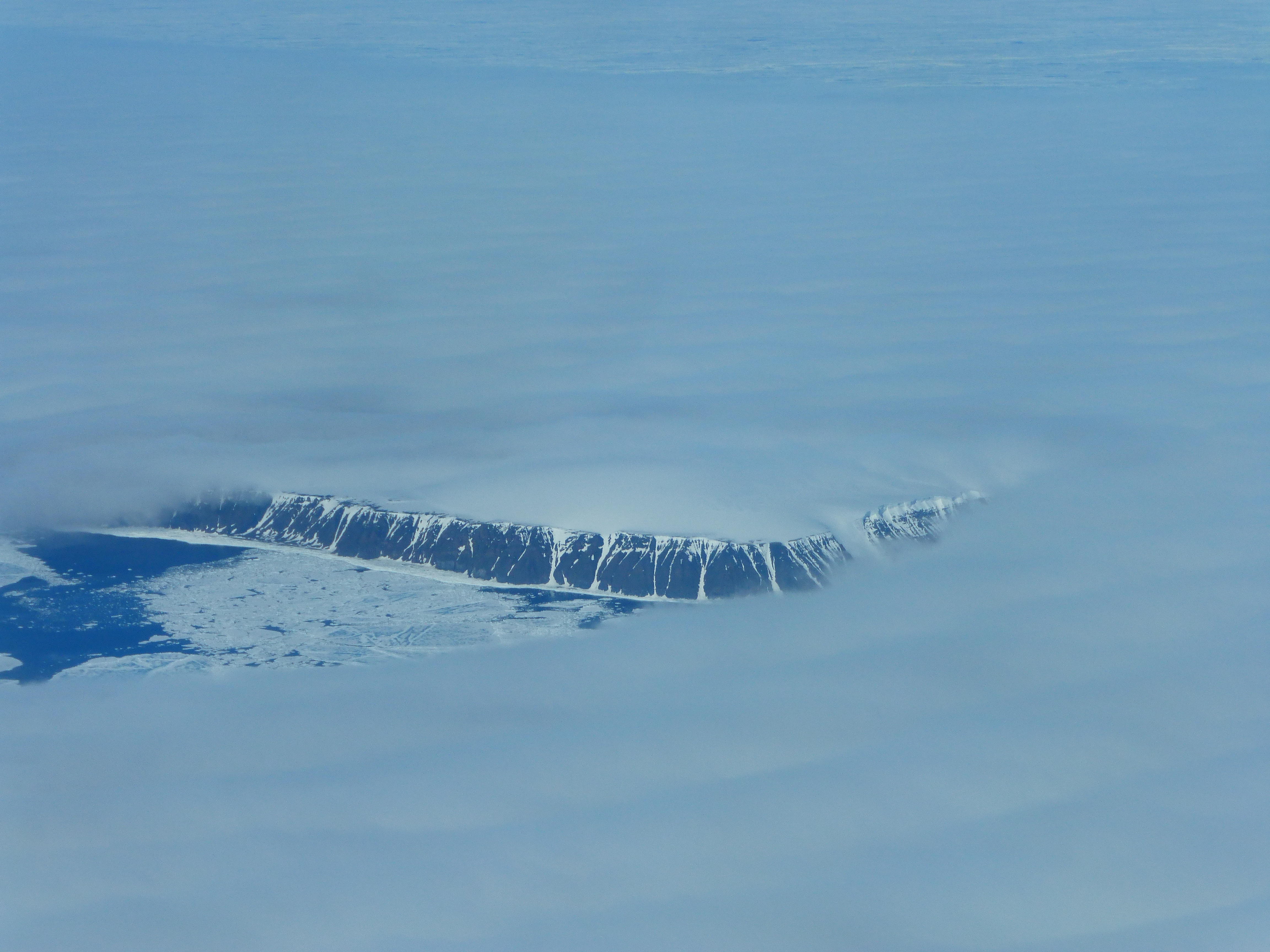

헨리에타섬(러시아어: Остров Генриетты)은 데롱 제도에 위치해 있고, 동시베리아해에 접해 있다. 1881년에 발견되었고 면적은 12km2이다. 최고점은 315미터이고, 빙하로 덮여 있다.